# Tuluksak
Tuluksak és una concentració de població designada pel cens dels Estats Units a l'estat d'Alaska. Segons el cens del 2000 tenia 428 habitants.

## Demografia
Segons el cens del 2000, Tuluksak tenia 428 habitants, 86 habitatges, i 76 famílies La densitat de població era de 54,2 habitants/km².
Dels 86 habitatges en un 53,5% hi vivien nens de menys de 18 anys, en un 59,3% hi vivien parelles casades, en un 9,3% dones solteres, i en un 11,6% no eren unitats familiars. En l'11,6% dels habitatges hi vivien persones soles el 3,5% de les quals corresponia a persones de 65 anys o més que vivien soles. El nombre mitjà de persones vivint en cada habitatge era de 4,98 i el nombre mitjà de persones que vivien en cada família era de 5,37.
Per edats la població es repartia de la següent manera: un 39,7% tenia menys de 18 anys, un 12,4% entre 18 i 24, un 28,7% entre 25 i 44, un 11,4% de 45 a 60 i un 7,7% 65 anys o més.
L'edat mediana era de 24 anys. Per cada 100 dones de 18 o més anys hi havia 106,4 homes.
La renda mediana per habitatge era de 31.563 $ i la renda mediana per família de 33.125 $. Els homes tenien una renda mediana de 21.250 $ mentre que les dones 31.250 $. La renda per capita de la població era de 7.132 $. Aproximadament el 21,3% de les famílies i el 27,9% de la població estaven per davall del llindar de pobresa.

## Poblacions properes
El següent diagrama mostra les poblacions més properes.